# Baka-Pyramide
Die Baka-Pyramide (auch Unvollendete Pyramide von Saujet el-Arjan und Große Ausschachtung von Saujet el-Arjan genannt) ist ein bereits in einer frühen Bauphase aufgegebenes, altägyptisches Grabmal aus der Zeit der späten 3. oder der frühen 4. Dynastie (Altes Reich).
Obwohl die Ausschachtung heute „Pyramide des Baka“, „Baka-Pyramide“ oder „Bicheris-Pyramide“ genannt wird, ist die Zuweisung zu irgendeinem der Herrscher des Alten Reiches höchst umstritten. Basis der Zuschreibung sind Arbeitergraffiti, von denen einige einen Kartuschennamen enthalten, der jedoch nicht mehr vollständig erhalten ist und zudem vom Entdecker nur in unsauberer Handschrift überliefert wurde. Deshalb kann der Königsname heute weder zeitgenössischen Dokumenten, noch ramessidischen Königslisten zugeordnet werden. Es ist somit unbekannt, wer der Grabherr war, und jeder Pyramidenname bleibt spekulativ. Die zeitliche Einordnung in das Alte Reich gilt aufgrund einiger Baucharakteristika als gesichert. Namensgebend für die begonnene Pyramide ist eine riesige T-förmige Ausschachtung. Allein das Fundament und die Zugangstreppe waren fertiggestellt, der Rest des Grabes wurde unfertig zurückgelassen und aufgegeben.

## Forschungsgeschichte

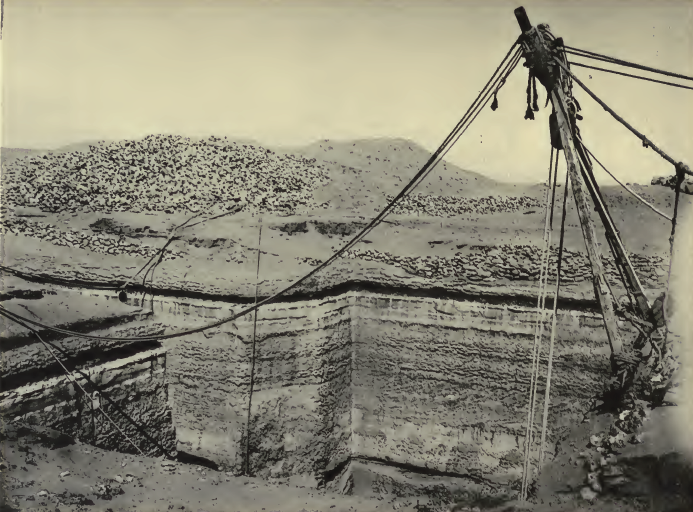
Blick auf die Grabkammer und Umgebung während der Barsanti-Expedition (Foto 1905)

Entdeckt und erstmals ausgegraben wurde die Baka-Pyramide in den Jahren 1842 und 1846 durch den deutschen Ägyptologen Karl Richard Lepsius. Er untersuchte den Schacht und dessen nähere Umgebung und katalogisierte das Bauwerk in seiner Liste der Pyramiden unter der Nummer XIII.
In den Jahren 1905 bis 1912 untersuchte der italienische Archäologe Alessandro Barsanti den Grabschacht. Im Jahre 1906 besuchte Gaston Maspero die Ausgrabungsstätte und zeigte sich beeindruckt vom Grabschacht. Barsanti verstarb 1917 und konnte seine Arbeiten nicht mehr vollenden. Der Erste Weltkrieg brachte jegliche Ausgrabungsarbeiten zum Erliegen und bis 1954 wurden Grabschacht und Umgebung nicht mehr erforscht. Im Jahre 1954 war man auf der Suche nach einem geeigneten Drehort für den Film Land der Pharaonen und die Gegend um Saujet el-Arjan schien dafür geeignet zu sein. Das Gebiet und der Grabschacht wurden von Schutt und Sand freigeräumt, unter dem die Baka-Pyramide zwischenzeitlich begraben worden war.
Heute befindet sich die Baka-Pyramide in einem militärischen Sperrbezirk (s. u.: Lage); Ausgrabungen sind bis auf Weiteres nicht gestattet. Die Pyramidennekropole ist größtenteils von Bungalows überbaut und Gerüchten zufolge wird der Grabschacht als lokale Mülldeponie benutzt. Der derzeitige Zustand der Grabanlage ist unbekannt und womöglich desaströs.

## Beschreibung

### Lage
Die Baka-Pyramide liegt im Nord-Ost-Sektor des Sperrgebiets von Saujet el-Arjan, etwa 8 km südsüdöstlich von Gizeh, nahe der angrenzenden Ortschaft Saujet Abu Mosallam.

### Graboberbau

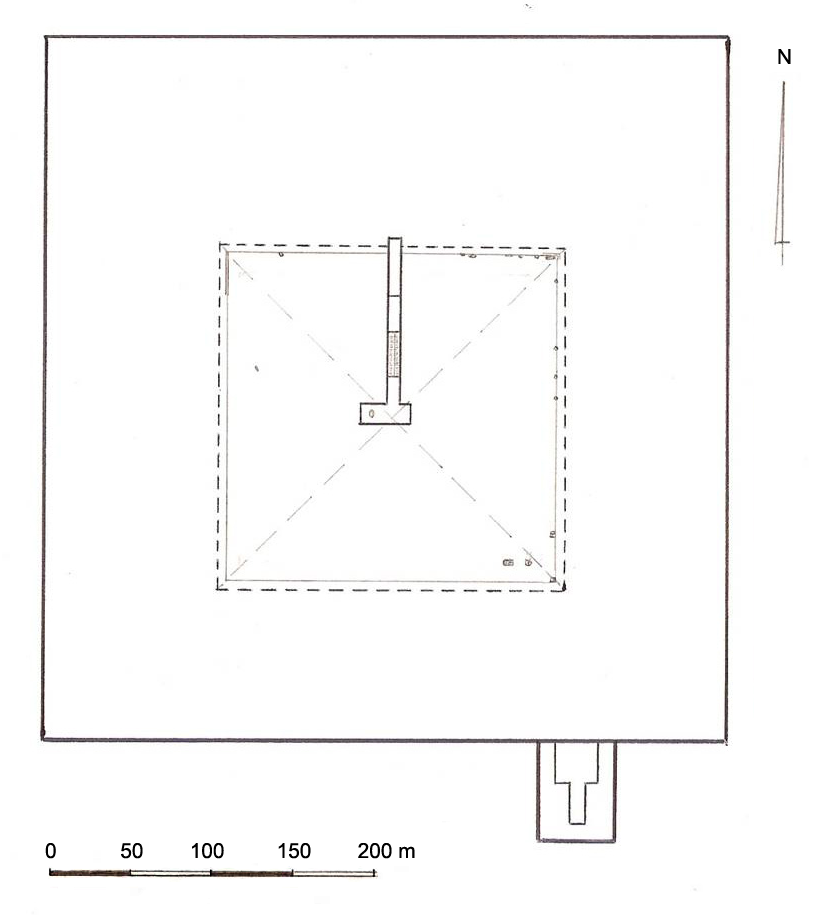
Grundriss des Pyramidenkomplexes

Über den geplanten oder begonnenen Graboberbau ist so gut wie nichts bekannt. Bislang konnte nur eine quadratische Aushebung mit einer Fläche von 200 m × 200 m nachgewiesen werden, die aus dem natürlichen Felsgrund gehauen wurde. Es wurden schwache Spuren eines das Fundament umgebenden Sockels entdeckt, wie er typisch für Pyramiden mit Kalksteinverkleidung war. Der Bau der eigentlichen Pyramide scheint unmittelbar nach der Fundamentsetzung beendet worden zu sein. Miroslav Verner hat errechnet, dass die Baka-Pyramide bei einer Basislänge von 200 m × 200 m und einer Außenneigung von 52° (wie sie die berühmte Cheops-Pyramide aufweist) in etwa so groß wie die Chephren-Pyramide (also 143,87 m hoch) hätte werden können. Dieselbe Schätzung hatte bereits Alessandro Barsanti vorgenommen. Verner wirft aber auch ein, dass der Umfang von Baufundamenten für Pyramidengräber oft größer war als die Basis der Pyramide selbst. Die Baka-Pyramide hätte daher auch kleiner ausfallen können. Rainer Stadelmann stimmt Verner zu und verweist zugleich auf Vito Maragioglios Arbeiten. Stadelmann bewertet Barsantis Schätzungen als „überzogen“ und nimmt eine wesentlich geringere Plangröße des Monumentes an.

### Grabunterbau
Der Grabunterbau umfasst einen großen T-förmigen Schacht. Die Zugangspassage weist von Süden nach Norden, die Grabkammer von Ost nach West. Der Zugang wird von einer steil nach unten führenden, etwa 106,20 m langen Treppe gebildet, die auf halber Höhe von einem längeren Absatz unterbrochen wird. Bis zu diesem Absatz weist die Treppe einen Abstiegswinkel von 17° auf, nach dem Absatz ist sie mit 25° ungleich steiler. Der ursprüngliche Zweck des Treppenabsatzes ist unbekannt; möglicherweise war dort eine Vorrichtung für Blockiersteine vorgesehen. Einen solchen möglichen Blockierstein fand Barsanti am Fuße der Treppe, er unterscheidet sich durch seine flache Quaderform von den übrigen Granitblöcken. Der Grabschacht ist 25 bis 27 m lang, 11,70 m breit und 21 m tief. Er besitzt zwar polierte Innenwände, es gibt jedoch keinerlei Spuren von Wandverkleidungen oder einer Decke. Einzig die Fußbodenverkleidung war fertiggestellt. Sie besteht aus massiven Granitblöcken mit polierten Oberseiten. Jeder Block ist etwa 4,5 m lang und 2,5 m dick. Die Blöcke wiegen durchschnittlich ungefähr 9 t. Bei ersten Freilegungen unter der Leitung von Alessandro Barsanti fanden die Ausgräber einige der Granitblöcke lose vor, sie waren laut Barsanti „regelrecht durcheinandergewürfelt“. Die ursprünglich geplante Höhe der Grabkammer von ca. 3,06 m konnte Barsanti dank einem überraschenden Platzregen ermitteln: Das Regenwasser staute sich kurzzeitig bis zu besagter Höhe, da die Wände poliert und geglättet waren. Darüber hingegen sickerte das Wasser umgehend in den unbehauenen Untergrund.

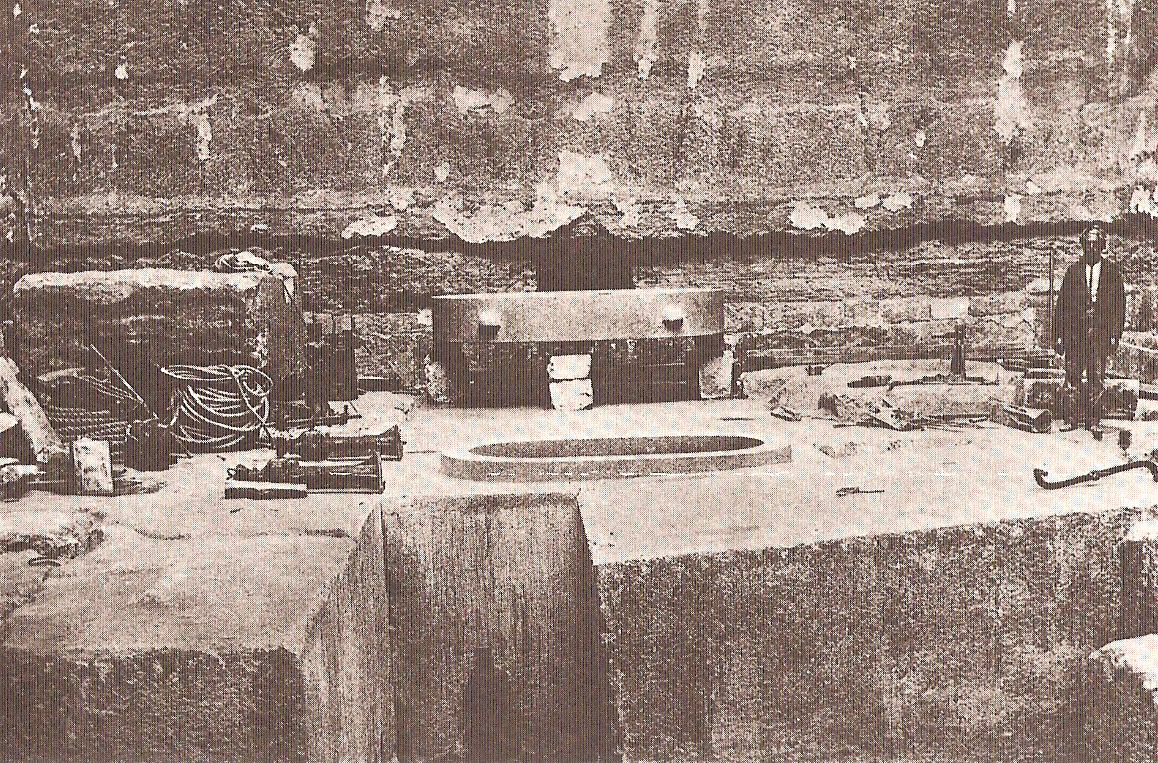
Grabkammer mit Blick auf den ovalen Sarkophag (Foto 1905)

Nahe dem westlichen Ende der Grabkammer wurde ein ungewöhnlicher Sarkophag entdeckt. Er ist oval und in einen der Fußbodenblöcke eingebettet. Der Sarkophag ist 3,15 m lang, 2,22 m breit, 1,50 m tief und zu groß, um durch die Zugangspassage zu passen. Er wurde daher wohl während der Fundamentlegung über den Hauptschacht hinabgelassen. Die ovale Öffnung des Sarkophags ist von einem Kragen von 43 cm Höhe umgeben. Der ebenfalls ovale Deckel wurde in situ gefunden, der Sarkophag war demnach noch verschlossen, als man ihn fand. Der Deckel misst außen 2,95 m × 1,90 m und innen 2,49 m × 1,46 m, die Dicke des inneren Kragens beträgt etwa 23 cm. Deckel und Sarkophagöffnung schlossen dank ihrer Verkragungen passgenau ab. Alessandro Barsanti gibt in seinen Grabungsberichten an, es seien spärliche Überreste eines Begräbnisses im Innern des Sarkophages entdeckt worden. Seltsamerweise wurden sie jedoch nie genauer untersucht und sind inzwischen verschollen. Auch will Barsanti eine kleine Schiefertafel mit dem Namen des Königs Radjedef darauf gefunden haben.

### Nekropole
Wenige Überreste lassen eine Umfassungsmauer erkennen, die 465 m × 420 m misst. Die gesamte Anlage weist mit ihrer Gebäudeanordnung und ihrer Ausrichtung große Ähnlichkeiten mit der Nekropole des Königs Radjedef in Abu Roasch auf. Da bereits der Bau der Pyramide unmittelbar nach der Fundamentlegung aufgegeben wurde, sind zugeordnete Gebäude wie Totentempel, Aufweg, Taltempel und Königinnenpyramide nie begonnen worden.

## Datierung

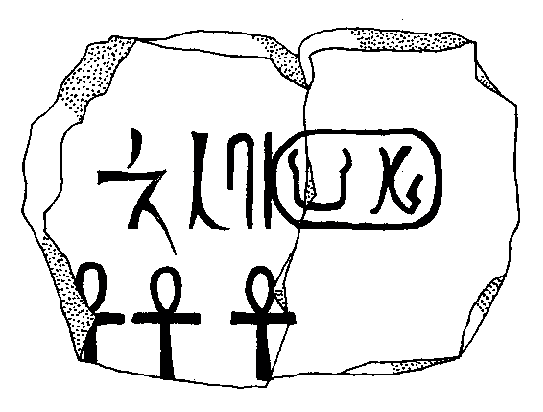
Kalksteinfragment mit Graffito Nr. 1, das den umstrittenen Königsnamen enthält

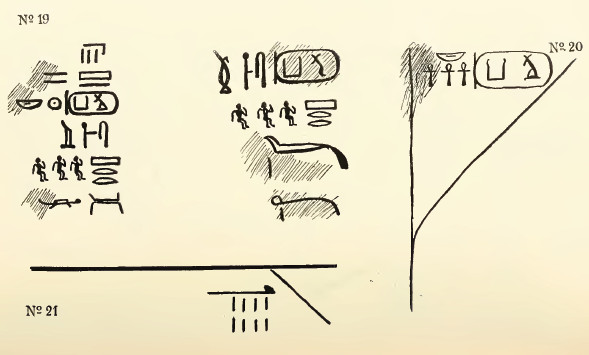
Abzeichnungen der Graffiti 19–21 in Barsantis Ausgrabungsbericht

### Identifizierung des Grabherrn
Ägyptologen und Historiker diskutieren bis heute eine Zuweisung der Pyramide an einen möglichen Grabherrn. Da keinerlei Grabbeigaben gefunden wurden und die von Barsanti behaupteten Funde weder publiziert wurden noch erhalten sind, ist eine Identifizierung des Grabherren schwierig. Rainer Stadelmann bezweifelt Barsantis Aussagen, insbesondere jene zum angeblichen Fund der Radjedef-Gedenktafel.
Alessandro Barsanti entdeckte laut seinen Grabungsberichten insgesamt 66 Arbeitergraffiti, sowohl im Grabschacht der Baka-Pyramide als auch in der näheren Umgebung. Davon stammen rund 57 Inschriften aus dem Grabschacht selbst. Die Inschriften bestanden aus schwarzer und roter Tinte und enthielten vornehmlich die Namen von Arbeitermannschaften sowie den zukünftigen Namen der geplanten Nekropole: Seba ?-ka (dt. „Gestirn des Königs ?-ka“). Der Mannschaftsname, der am häufigsten erwähnt wird (und somit dem anführenden Arbeiterteam gehörte), lautete Wer-ef-seba-?-ka (dt. „Groß wie das Gestirn des Königs ?-ka“). Inschrift Nr. 35 enthält den Namen eines gewissen Neferka-nefer (dt. „Sein schönes Ka ist vollkommen“). Da aber jegliche Titel fehlen, ist eine Einordnung dieser Person in die Zeit des Königs problematisch. Graffiti Nr. 15 und Nr. 52 erwähnen einen interessanten Königsnamen: Nebkare (dt. „(Mein) Herr ist das Ka des Re“). Es muss offen bleiben, ob es sich tatsächlich um den Namen eines (noch unbekannten) Königs handelt oder um den eines Kronprinzen. Ein weiteres Graffito, Nr. 55, trägt den Goldnamen Neb-hedjetnub (dt. „Herr der Goldenen Krone“).
Das Hauptaugenmerk der Ägyptologen und Historiker gilt sechs Graffiti, die einen Kartuschennamen enthalten. Er besteht aus zwei Schriftzeichen, von denen das zweite (demnach untere) Symbol sicher als Ka-Symbol identifiziert werden kann. Das erste (und somit obere) Symbol wurde von Barsanti derart nachlässig abgezeichnet, dass es bis heute unleserlich bleibt. Unglücklicherweise hatte Barsanti es versäumt, die Inschriften als Faksimilia abzuzeichnen und stattdessen grobe Handskizzen angefertigt. Daher kann der betreffende Königsname nicht mehr vollständig rekonstruiert werden und in der Forschung liegen unterschiedliche Lesungen und Gleichsetzungsversuche vor. So liest Kurt Sethe Nebka (dt. „Der Herr ist sein Ka“), Jean-Philippe Lauer liest Bik-Ka (dt. „Sein Ka ist göttlich“) und alternativ auch Hor-Ka (dt. „Horus ist sein Ka“), Peter Kaplony liest Schena-Ka (dt. „Sein Ka ist seine Kraft“), Gaston Maspero erwägt eine Lesung als Nefer-Ka (dt. „Sein Ka ist schön“) und Klaus Baer liest Wehem-Ka. Wolfhart Westendorf schlägt sogar die Darstellung einer Giraffe vor, ein Tier, dem im Alten Ägypten schamanische Eigenschaften nachgesagt wurden.

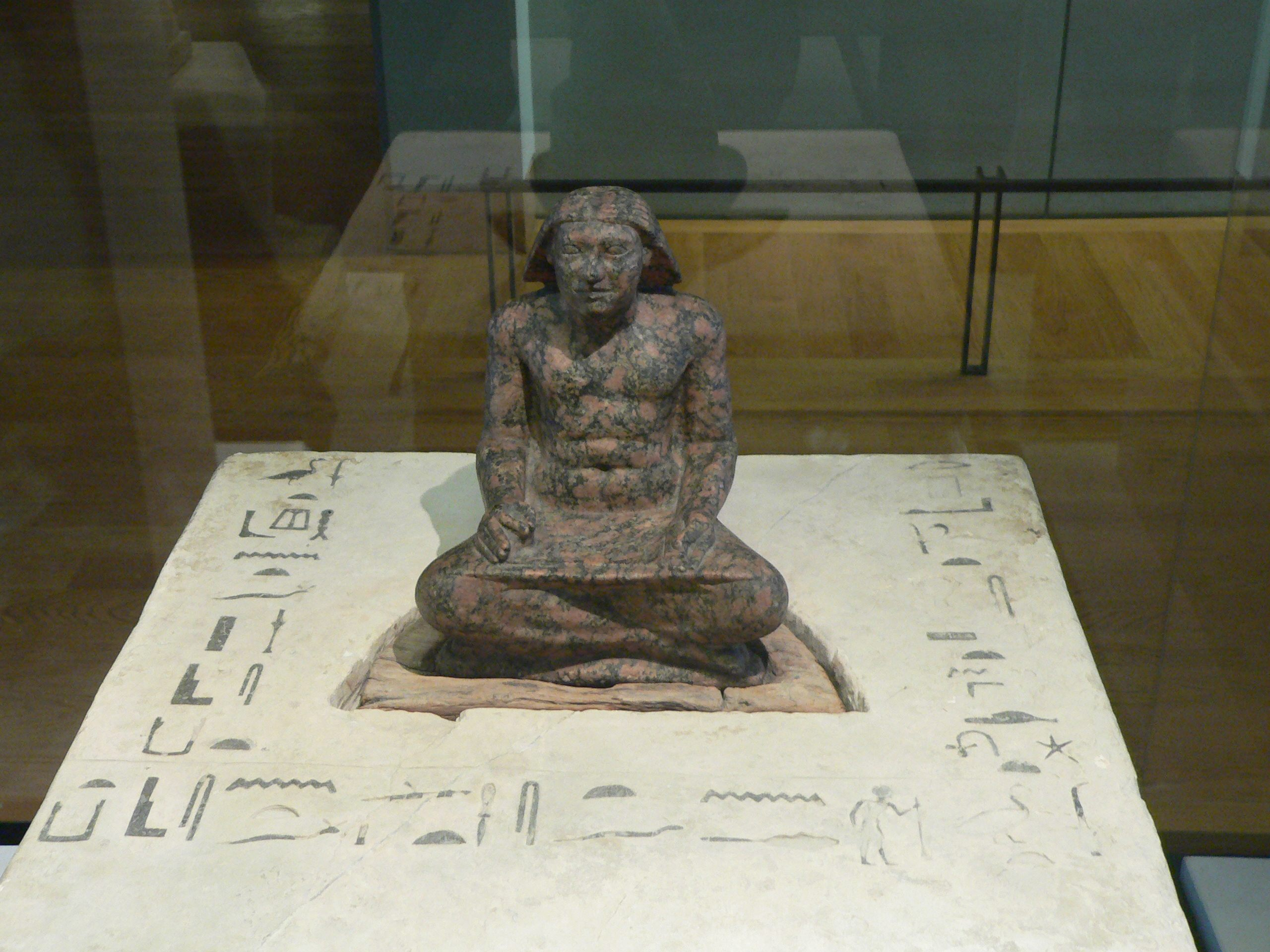
Schreiberstatue des Setka; Louvre, Paris

Ägyptologen wie Jürgen von Beckerath und George Andrew Reisner schlagen eine mögliche Lesung als Ba-Ka (dt. „Seine Seele ist sein Ka“) vor und identifizieren den Grabherrn als den früheren Kronprinzen und ältesten Sohn des Radjedef, Prinz Baka. Dessen Name wurde mit den Zeichen eines Widders und dem Ka-Symbol geschrieben. Beckerath vermutet, dass Baka seinen Vater überlebte und für sehr kurze Zeit den Thron bestieg. Doch kurz nach der Thronbesteigung sei Baka überraschend verstorben und das Bauprojekt für sein Grab frühzeitig aufgegeben worden. Sein Name wäre postum in Bakare (dt. „Seele und Ka des Re“) abgeändert und in gräzisierten Königslisten als Bicheris überliefert worden.
Aidan Dodson identifiziert das erste Kartuschensymbol als sitzendes Seth-Tier und liest den Königsnamen als Seth-Ka (dt. „Seth ist mein Ka“). Er vermutet einen weiteren Sohn und Kronprinzen des Radjedef, Prinz Setka, als Grabherren. Wie Baka könnte auch Sethka seinen Vater überlebt und für sehr kurze Zeit regiert haben. Dodson bezweifelt eine Lesung als Baka(re). Als Grund führt er an, dass die Kartusche im Grabschacht kein Sonnensymbol enthält. Seiner Meinung nach wäre es ungewöhnlich, dass ein König bei seiner Thronbesteigung das Symbol des Ra weglassen würde, wenn sein Name ebendieser Gottheit gewidmet war. Stattdessen könnte Setka mit der Königsfamilie in Streit um die Thronrechte geraten sein, weshalb er sich nicht in Gizeh, sondern andernorts bestatten ließ. Sein Name wäre dann wegen der kurzen Regentschaft und der Familienstreitigkeiten aus den Königslisten gestrichen worden.

### Zeitliche Zuordnung

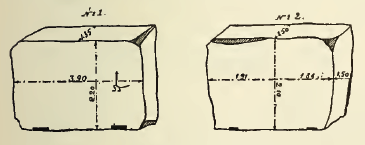
Zeichnungen von massiven Fußboden-Verkleidungsblöcken in Barsantis Ausgrabungsbericht

An die Problematik der Zuweisung an einen Grabherrn knüpft auch jene der Datierung an. Da der Königsname nicht mehr lesbar ist, versucht die Forschung, sich am Baustil der Grabanlage zu orientieren. Beckerath, Reisner und Dodson verweisen auf Bauelemente, wie sie für die 4. Dynastie typisch waren: behauene Granitblöcke von solcher Größe, wie im Grabschacht der Baka-Pyramide nachgewiesen, waren als Grabverkleidung nicht vor König Cheops üblich. Außerdem verweisen sie auf Sarkophagfragmente aus der Pyramide des Radjedef, die aus demselben Material (Rosengranit) bestehen. Auch der Radjedef-Sarg hatte ursprünglich eine ovale Form und war in die Fußbodenverkleidung eingearbeitet. Zudem berufen sie sich auf Barsantis Bericht über den angeblichen Fund einer Gedenktafel des Radjedef. Insgesamt sind Beckerath, Reisner und Dodson überzeugt, dass es sich bei der Baka-Pyramide um ein Bauwerk der mittleren 4. Dynastie handelt.
Ägyptologen wie Kurt Sethe, Nabil M. A. Swelim und Rainer Stadelmann widersprechen entschieden und geben zu bedenken, dass die Verwendung von behauenem Granit als Grabverkleidung schon vor Cheops bekannt war: So ist der Boden der Grabkammern des Chasechemui (letzter Regent der 2. Dynastie) mit Granitplatten ausgelegt. Außerdem sei es für die 4. Dynastie ungewöhnlich, dass ein königliches Grabmal aus einem lotrechten Schacht besteht; dies war nur für die Pyramiden der 3. Dynastie üblich (so zum Beispiel bei der Djoser-Pyramide). Auch die Ausrichtung einer Pyramidennekropole von Süden nach Norden sei ein klassisches Merkmal der 3. Dynastie. Die architektonischen Ähnlichkeiten zwischen der Radjedef-Pyramide und der Baka-Pyramide seien zwar bemerkenswert, aber nicht ausreichend für eine Festlegung einer Datierung in die 4. Dynastie. Abschließend machen Sethe, Swelim und Stadelmann auf die unbelegten Behauptungen Barsantis zum Fund einer Radjedef-Gedenktafel aufmerksam. Sie zweifeln an deren Glaubwürdigkeit, weil Barsanti seine Funde nie veröffentlichte. Die Gelehrten halten es für möglich, dass die Baka-Pyramide gegen Ende der 3. Dynastie errichtet wurde.